# Liste der Kulturdenkmäler in Seelbach bei Hamm (Sieg)
In der Liste der Kulturdenkmäler in Seelbach bei Hamm (Sieg) sind alle Kulturdenkmäler der rheinland-pfälzischen Ortsgemeinde Seelbach bei Hamm (Sieg) aufgelistet. Grundlage ist die Denkmalliste des Landes Rheinland-Pfalz (Stand: 4. Mai 2023).

## Einzeldenkmäler
| Bezeichnung                    | Lage                              | Baujahr                           | Beschreibung | Bild                           |
| ------------------------------ | --------------------------------- | --------------------------------- | --- | ------------------------------ |
| Franziskanerkloster Marienthal | Marienthal, Am Kloster 15 Lage    | 1756 ff.                          | Klostergebäude (heute Bildungsstätte Haus Marienthal), 1756 ff., Architekt Bruder Cornelius Schmitt; von der Klosterkirche nur der Ostteil original erhalten, zwei Westjoche um 1970 barockisierend rekonstruiert; Gnadenbild, Ende des 15. oder Anfang des 16. Jahrhunderts | weitere Bilder Fotos hochladen |
| Wohnhaus                       | Marienthal, Am Kloster 20 Lage    | 18. Jahrhundert                   | stattliches Fachwerkhaus, 18. Jahrhundert | BW                             |
| Wohnhaus                       | Marienthal, Klosterpforte 10 Lage | 19. Jahrhundert                   | kleines Fachwerkhaus, 19. Jahrhundert | BW                             |
| Wohnhaus                       | Seelbach, Niederseelbach 7 Lage   | erste Hälfte des 19. Jahrhunderts | Fachwerkhaus, teilweise verschiefert, erste Hälfte des 19. Jahrhunderts | BW                             |